# Écriture ossécaille
L’écriture ossécaille (en chinois : 甲骨文 ; pinyin : jiǎgǔwén) est une écriture chinoise utilisée du xve au xe siècle av. J.-C. sur des os ou des écailles. Selon le Grand Ricci, les scribes Shang (XVIe siècle av. J.-C.) marquent quelquefois les caractères qui seront ensuite gravés.
De nombreuses inscriptions furent découvertes par le savant chinois Wang Yirong à la fin du XIXe siècle, gravées sur des os d’animaux gǔ (骨), le plus souvent des omoplates de bovins (scapulomancie), et sur des écailles de tortue jiǎ (甲) du plastron de la carapace (plastromancie), d’où son appellation par les Chinois d’écriture jiǎgǔwén (甲骨文), littéralement « écriture ossécaille ».
On connaît environ cinquante mille inscriptions, comprenant six mille signes, dont un tiers ont été déchiffrés. Ces inscriptions sont brèves, le texte le plus long, sur une omoplate de bovidé, comptant une centaine de signes. Le savant Dong Zuobin (1895-1963) fut le premier à procéder à la périodisation de ces inscriptions et à la distinction de différentes écoles de scribes.
La plupart des inscriptions retrouvées sont divinatoires bǔcí (卜辞), c’est pourquoi on les appelle souvent inscriptions divinatoires ou oraculaires. Par la suite, on s’est aperçu que certaines n’avaient en fait rien à voir avec la divination, et on a donc commencé à distinguer les inscriptions divinatoires bǔcí (卜辞) des inscriptions non divinatoires fēibǔcí (非卜辞).
On appelle ce type de divination « chéloniomancie » (parfois écrit « chélonomancie »), une forme de scapulomancie.

## Inscriptions divinatoires
Les sujets soumis à la divination par scapulomancie étaient variés, mais concernaient essentiellement les événements de la famille royale (naissance, décès, mariages), les expéditions militaires et demandes de tribut, le temps, les récoltes et les rituels à accomplir. À la grande époque de la scapulomancie Shang, plusieurs craquelures différentes étaient produites pour la même question, qui était tournée différemment à chacune (proposition affirmative ou négative, changement d’un détail de la phrase comme la date, etc.) car l’interprétation était binaire : auspicieux (jí 吉) ou non auspicieux (xīong 凶) ; quelquefois, plus d’un fragment était nécessaire pour le même sujet. Le commentaire mentionnait la date en jours exprimée dans le système sexagésimal, le nom du devin (qui était parfois le roi lui-même), et la proposition soumise à divination. On trouve quelquefois des précisions concernant la provenance des os ou carapaces, le nombre de divinations, la réponse du dieu Di (帝) ou des ancêtres, et même occasionnellement la justesse ou non de la prédiction. Les commentaires semblent avoir été tout d’abord écrits au pinceau (on en a retrouvé les traces) avant d’être gravés pour archivage, en principe sur la face opposée à celle où les cupules avaient été creusées, c’est-à-dire sur la face externe des plastrons.

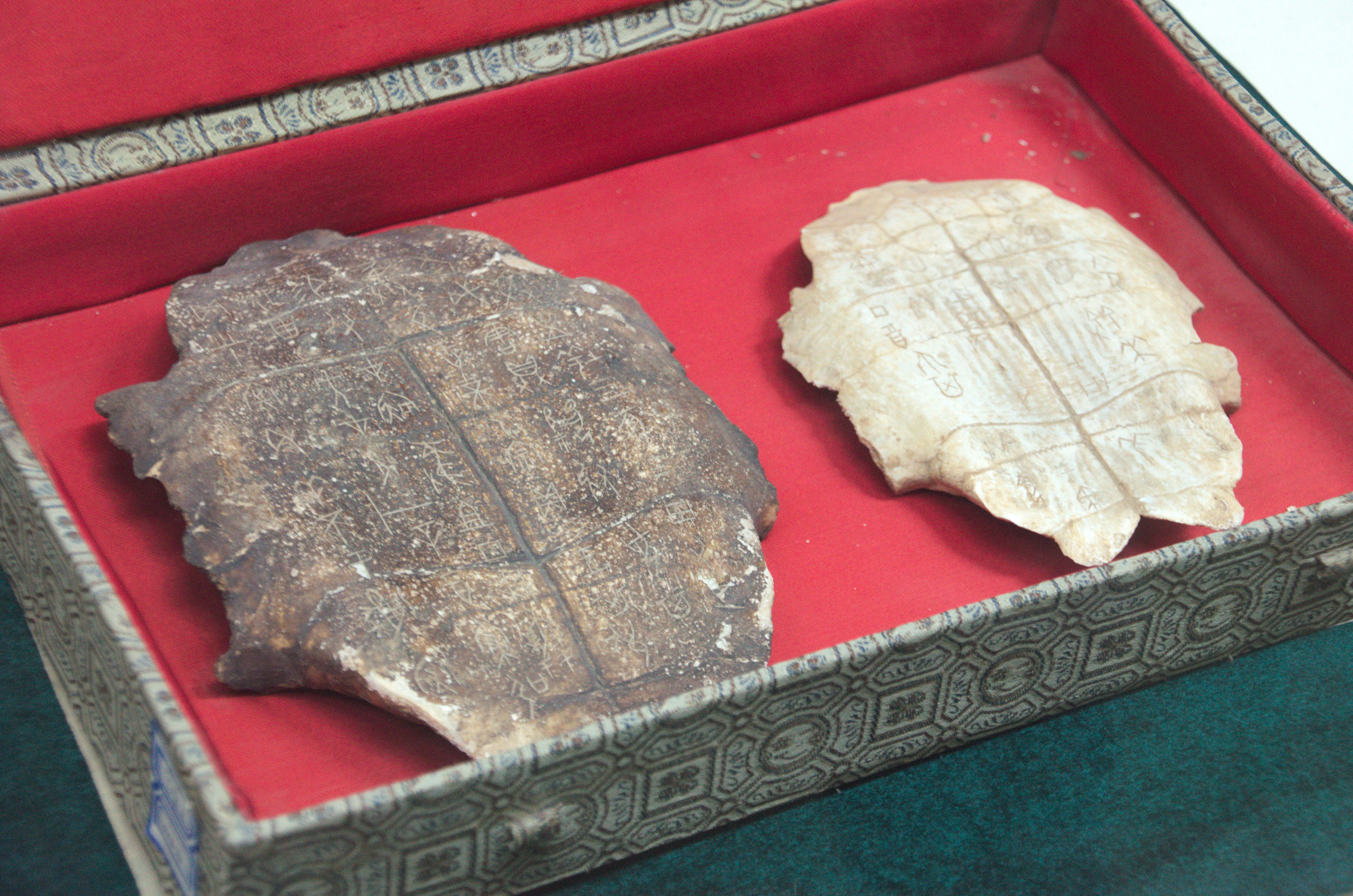
Carapace de tortue datant de la dynastie Shang (XVIe-XIe siècle av. J.-C.) comportant de l'écriture ossécaille, provenant d'Anyang, Musée de l'imprimerie de Chine.
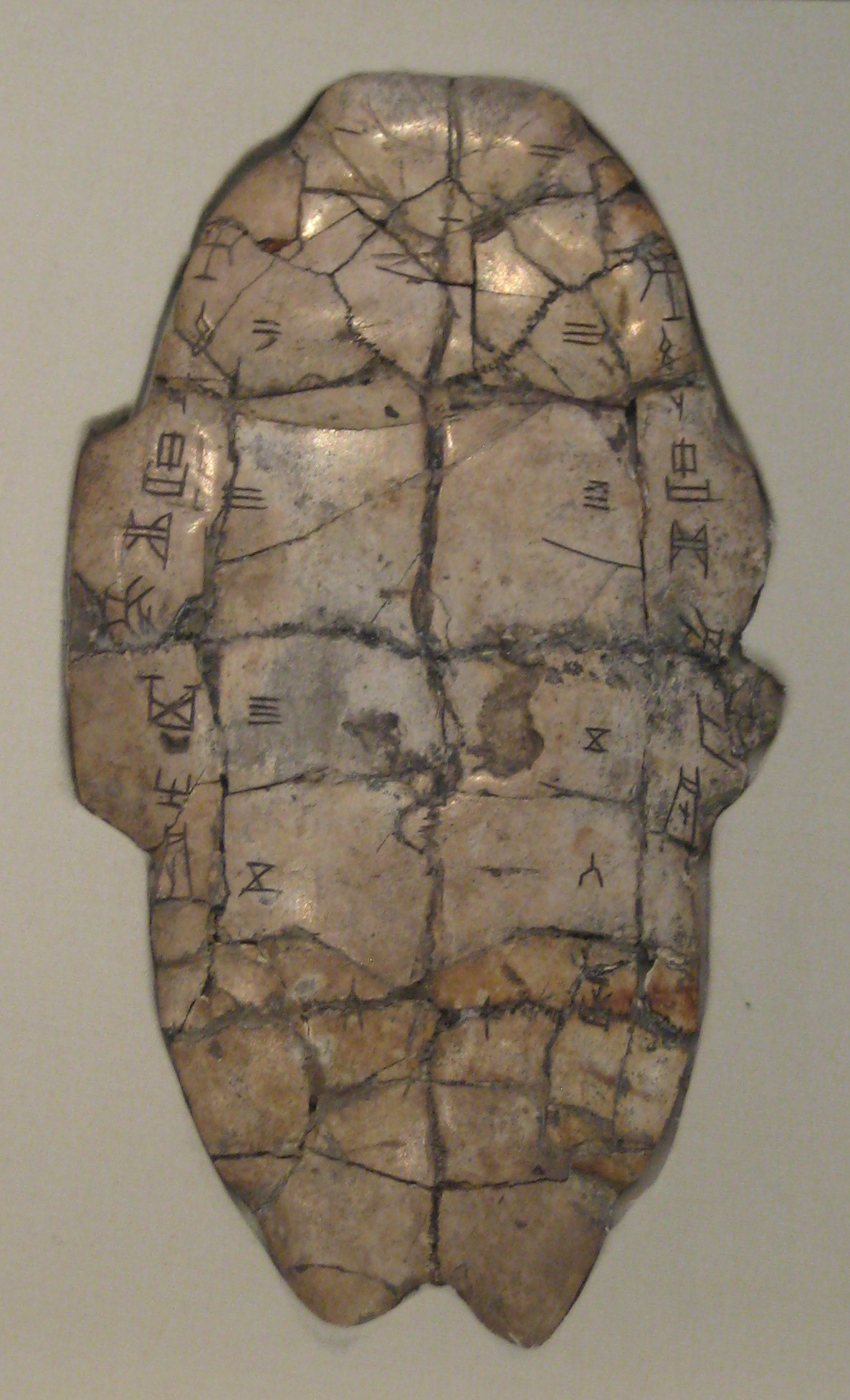
Écriture ossécaille.
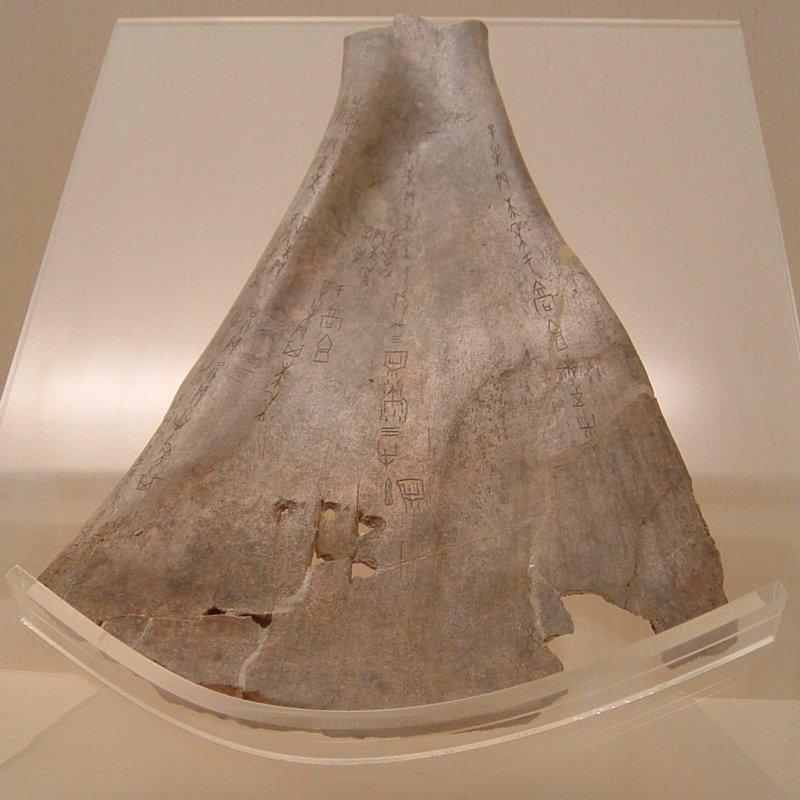
Écriture ossécaille.